# Friedrich Silcher
Philipp Friedrich Silcher, född 27 juni 1789 i Schnait vid Weinstadt, död 26 augusti 1860 i Tübingen, var en tysk musiker och tonsättare.
Silcher kallades 1817 till director musices vid Tübingens universitet och blev 1852 filosofie hedersdoktor. Han utgav en mängd sånghäften, bland annat Sammlung deutscher Volkslieder, som innehåller åtskilliga av honom själv komponerade, mycket populära melodier, satta både för en röst, tvåstämmigt och för manskör (bland dem Ännchen von Tharau och Ich weiss nicht, was soll es bedeuten). Som kompositör av visor i folkton var han en föregångsman i Tyskland. Han utgav även en koralbok, komponerade manskörer (Tübinger Liedertafel och andra samlingar) samt hymner och skrev bland annat Harmonie- und Kompositionslehre (1851; andra upplagan 1859). 
Silcher finns bland annat representerad med en tonsättning i Den svenska psalmboken 1986 som används till två psalmer (nr 65 och 277)

## Eftermäle
Asteroiden 10055 Silcher är uppkallad efter honom.

## Psalmer
- Dyra själ, har det dig smärtat nr 217 i Hemlandssånger 1891
- Omkring ditt ord, o Jesus (1986 nr 65) tonsatt 1842
  - Så tag nu mina händer (1986 nr 277)